# Tizapán el Alto
Tizapán el Alto är en ort i Mexiko.   Den ligger i kommunen Tizapán el Alto och delstaten Jalisco, i den centrala delen av landet, 400 km väster om huvudstaden Mexico City. Tizapán el Alto ligger 1 542 meter över havet och antalet invånare är 14 385.
Terrängen runt Tizapán el Alto är kuperad söderut, men norrut är den platt. Runt Tizapán el Alto är det ganska tätbefolkat, med 67 invånare per kvadratkilometer. Tizapán el Alto är det största samhället i trakten.